# Elmira Gafarova
Elmira Mikail gizi Gafarova (en azerí: Elmira Mikayıl qızı Qafarova) fue una estadista y política soviética y azerbaiyana, que se desempeñó como Ministra de Educación de la RSS de Azerbaiyán (1980-1983), ministra de Asuntos Exteriores de la RSS de Azerbaiyán (1983-1987), presidenta del Presídium del Sóviet Supremo de la RSS de Azerbaiyán (1989-1990), presidenta del Consejo Supremo de Azerbaiyán (1990-1991), y la primera presidenta de la Asamblea Nacional (Milli Majlis) de la República de Azerbaiyán (1991-1992).

## Biografía

### Primeros años
Elmira Gafarova nació el 1 de marzo de 1934 en Bakú. Se graduó de la escuela secundaria de Bakú en 1952 y de la facultad de Filología de la Universidad Estatal de Azerbaiyán en 1958, y continuó con sus estudios de posgrado hasta 1961. En 1958, ingresó al Partido Comunista, y dirigió el Comité del Komsomol.

### Actividad política
En 1962 fue nombrada presidenta del Comité organizador del Komsomol de la RSS de Azerbaiyán, y de 1966 a 1970 fue primera secretaria del Comité organizador del Komsomol de la RSS de Azerbaiyán. Entre 1970 y 1971, trabajó como directora del Departamento de Cultura del Comité Central del Partido Comunista de la RSS de Azerbaiyán, y desde 1971 fue Secretaria del Comité del Partido en Bakú, hasta 1980.
En 1980 Elmira Gafarova fue nombrada como Ministra de Educación de la RSS de Azerbaiyán, y en 1983, como Ministra de Asuntos Exteriores de la RSS de Azerbaiyán. También fue elegida diputada del Sóviet Supremo de la RSS de Azerbaiyán, así como del Sóviet Supremo de la Unión Soviética. 
E 1984, participó en la Asamblea General de la ONU, donde trató las problemáticas de racismo y discriminación.  
Entre 1987 y 1989 ocupó el cargo de vicepresidenta del Consejo de Ministros de la RSS de Azerbaiyán. Durante su presidencia, el 30 de diciembre de 1989, Gafarova logró que la ciudad de Kirovabad (llamada así desde 1934 en honor a Serguéi Kírov) recuperara su nombre histórico, Ganya, y también el 13 de marzo de 1990 declaró la fiesta de Novruz como día no laborable en Azerbaiyán.
Entre 1990 y 1991 fue miembro de la Comisión Central de Control del PCUS.
Elmira Gafarova falleció el 1 de agosto de 1993 a causa de un infarto de miocardio y está enterrada en el Callejón de Honor en Bakú.